# بزرگراه آیت‌الله حکیم

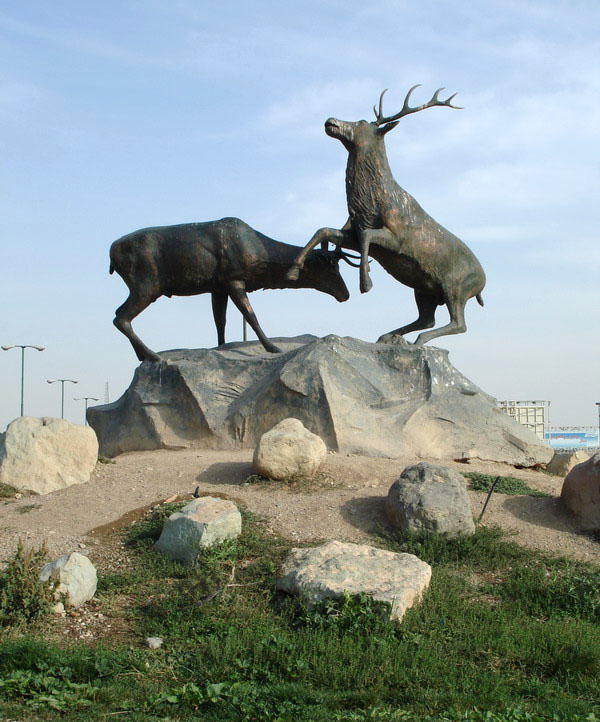
نمای شرقی- محدوده بوستان پردیسان

بزرگراه شهید آیت‌الله سید محمدباقر حکیم با نام‌های پیشین بزرگراه داریوش و بزرگراه رسالت و با شماره بزرگراه ۲۴ یکی از بزرگراه‌های تهران است که جهت شرقی-غربی دارد. این بزرگراه که در غرب و مرکز تهران واقع شده، از تقاطع با بزرگراه‌های شهید سلیمانی و کردستان آغاز شده و به میدان نور در تقاطع با بزرگراه‌های علامه جعفری و ستاری و بلوار آیت‌الله کاشانی منتهی می‌شود.
این بزرگراه قبلاً رسالت نامیده می‌شد، ولی بعدها به یادبود آیت‌الله سید محمدباقر حکیم که یک شخصیت شیعه عراقی بود، تغییر نام یافت.
این بزرگراه به طول تقریبی ۹ کیلومتر از پل علامه جعفری (میدان نور سابق) در غرب آغاز شده و در طول مسیر خود به سمت شرق پس از گذر از محله‌های باغ فیض، شهرک ژاندارمری، گیشا، امیرآباد و یوسف آباد و تکه پاره کردن شهر به تونل رسالت ختم می‌شود.
در مسیر برگشت شرق به غرب بزرگراه بعد از تونل از کنار ساختمان آ اس پ و برج میلاد و پارک جنگلی پردیسان عبور و به میدان نور سابق ختم می‌شود

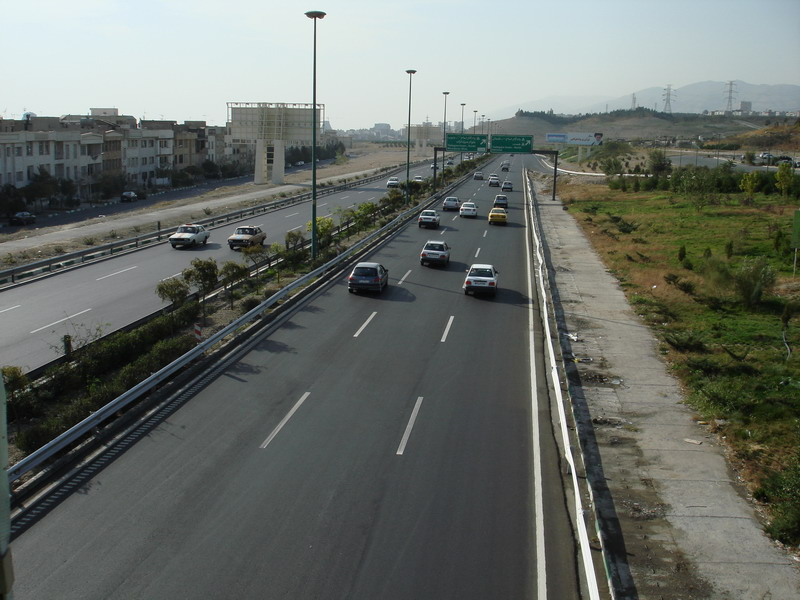
نمای غربی- محدوده بوستان پردیسان

این بزرگراه در طول مسیر خود با بزرگراه‌های اشرفی اصفهانی، یادگار امام، شیخ فضل‌الله نوری، کردستان تقاطع دارد که به وسیلهٔ پل‌ها و تقاطع‌های غیر همسطح از آن‌ها عبور می‌کند و با بزرگراه چمران نیز تلاقی دارد.

## تقاطع‌ها
| از شرق به غرب            | از شرق به غرب                                          | از شرق به غرب |
| ------------------------ | ------------------------------------------------------ | ------------- |
|                          | بزرگراه شهید سلیمانی بزرگراه کردستان                   |               |
|                          | خیابان شیخ بهایی                                       |               |
|                          | خیابان کارگر شمالی                                     |               |
|                          | بزرگراه چمران                                          |               |
|                          | ورودی جنوبی برج میلاد                                  |               |
|                          | خیابان کوی نصر                                         |               |
|                          | بزرگراه شیخ فضل‌الله نوری                               |               |
|                          | پارک پردیسان                                           |               |
|                          | بزرگراه یادگار امام                                    |               |
|                          | بلوار لاله                                             |               |
|                          | بزرگراه اشرفی اصفهانی                                  |               |
|                          | بلوار اباذر                                            |               |
|                          | خیابان پیامبر                                          |               |
| ایستگاه متروی شهید ستاری |                                                        |               |
| میدان نور                | بزرگراه علامه جعفری بزرگراه ستاری بلوار آیت‌الله کاشانی |               |
| از غرب به شرق            |                                                        |               |